# Meteorus melanostictus
Meteorus melanostictus är en stekelart som beskrevs av Capron 1887. Meteorus melanostictus ingår i släktet Meteorus och familjen bracksteklar. Arten är reproducerande i Sverige. Inga underarter finns listade i Catalogue of Life.